# Enicospilus maruyamanus
Enicospilus maruyamanus là một loài tò vò trong họ Ichneumonidae.